# Tetehosi Ombalata
Tetehosi Ombalata is een bestuurslaag in het regentschap Gunungsitoli van de provincie Noord-Sumatra, Indonesië. Tetehosi Ombalata telt 657 inwoners (volkstelling 2010).